# Liste der Monuments historiques in Civry-la-Forêt
Die Liste der Monuments historiques in Civry-la-Forêt führt die Monuments historiques in der französischen Gemeinde Civry-la-Forêt auf.

## Liste der Bauwerke
| Bezeichnung                    | Beschreibung | Standort | Kennzeichnung | Schutzstatus | Datum | Bild |
| ------------------------------ | ------------ | -------- | ------------- | ------------ | ----- | ---- |
| Kirche St-Gorgon-St-Barthélemy |              | (Lage)   | PA00087408    | Inscrit      | 1963  |      |

## Liste der Objekte
- Monuments historiques (Objekte) in Civry-la-Forêt in der Base Palissy des französischen Kultusministeriums